# أبوسوم رونالد
أبوسوم رونالد (الاسم العلمي:Monodelphis ronaldi)، هو نوع من الأبوسوم يتواجد في بيرو، حيث يعيش في غابات الأمازون المطيرة.